# Josh Williams
Josh Willimas (Akron, 18 aprile 1988) è un ex calciatore statunitense, di ruolo difensore.

## Caratteristiche tecniche
È un difensore centrale.

## Carriera
È cresciuto nelle giovanili del Cleveland Int..

## Statistiche
| Stagione              | Squadra               | Campionato            | Campionato | Campionato | Coppe nazionali | Coppe nazionali | Coppe nazionali | Coppe continentali | Coppe continentali | Coppe continentali | Altre coppe | Altre coppe | Altre coppe | Totale | Totale | Totale |
| Stagione              | Squadra               | Comp                  | Pres       | Reti       | Comp            | Pres            | Reti            | Comp               | Pres               | Reti               | Comp        | Pres        | Reti        | Pres   | Reti   |        |
| --------------------- | --------------------- | --------------------- | ---------- | ---------- | --------------- | --------------- | --------------- | ------------------ | ------------------ | ------------------ | ----------- | ----------- | ----------- | ------ | ------ | ------ |
| 2007                  | Cleveland Int.        | PDL                   | 2          | 0          | USCup           | 0               | 0               |                    | -                  | -                  |             | -           | -           | 2      | 0      |        |
| 2008                  | Cleveland Int.        | PDL                   | 15         | 1          | USCup           | 0               | 0               |                    | -                  | -                  |             | -           | -           | 15     | 1      |        |
| 2009                  | Cleveland Int.        | PDL                   | 12         | 0          | USCup           | 0               | 0               |                    | -                  | -                  |             | -           | -           | 12     | 0      |        |
| 2010                  | Cleveland Int.        | PDL                   | 11         | 0          | USCup           | 0               | 0               |                    | -                  | -                  |             | -           | -           | 11     | 0      |        |
| Totale Cleveland Int. | Totale Cleveland Int. | Totale Cleveland Int. | 40         | 1          |                 | 0               | 0               |                    | -                  | -                  |             | -           | -           | 40     | 1      |        |
| 2011                  | Columbus Crew         | MLS                   | 0          | 0          | USCup           | 0               | 0               | CCC                | 2                  | 0                  |             | -           | -           | 2      | 0      |        |
| 2012                  | Columbus Crew         | MLS                   | 30         | 1          | USCup           | 1               | 0               |                    | -                  | -                  |             | -           | -           | 31     | 1      |        |
| 2013                  | Columbus Crew         | MLS                   | 27         | 3          | USCup           | 0               | 0               |                    | -                  | -                  |             | -           | -           | 27     | 3      |        |
| 2014                  | Columbus Crew         | MLS                   | 15         | 0          | USCup           | 1               | 0               |                    | -                  | -                  |             | -           | -           | 16     | 0      |        |
| 2015                  | New York City         | MLS                   | 5          | 0          | USCup           | 0               | 0               |                    | -                  | -                  |             | -           | -           | 5      | 0      |        |
| 2015                  | Toronto FC            | MLS                   | 13         | 0          | CC              | 0               | 0               |                    | -                  | -                  |             | -           | -           | 13     | 0      |        |
| 2016                  | Toronto FC            | MLS                   | 15         | 0          | CC              | 0               | 0               |                    | -                  | -                  |             | -           | -           | 15     | 0      |        |
| Totale Toronto        | Totale Toronto        | Totale Toronto        | 28         | 0          |                 | 0               | 0               |                    | -                  | -                  |             | -           | -           | 28     | 0      |        |
| 2017                  | Columbus Crew         | MLS                   | 27         | 3          | USCup           | 1               | 0               |                    | -                  | -                  |             | -           | -           | 28     | 3      |        |
| 2018                  | Columbus Crew         | MLS                   | 4          | 0          | USCup           | 0               | 0               |                    | -                  | -                  |             | -           | -           | 4      | 0      |        |
| Totale carriera       | Totale carriera       | Totale carriera       | 176        | 8          |                 | 3               | 0               |                    | 2                  | 0                  |             | -           | -           | 181    | 8      |        |

## Palmarès

### Competizioni nazionali
- Campionato MLS: 2

Columbus Crew: 2020, 2023

### Competizioni internazionali
- Campeones Cup: 1

Columbus Crew: 2021